# 泰倫斯·史丹普
泰倫斯·史丹普（英語：Terence Stamp，1938年7月22日—2025年8月17日）是一名英國演員，以詮釋高雅反派角色聞名。1995年，他被《帝國雜誌》評選為「影史最性感的一百位明星」之一。史丹普曾獲得多項榮譽，包括一座金球獎、一座坎城影展獎項以及一座銀熊獎，並曾獲奧斯卡金像獎與兩屆英國電影學院獎提名。
史丹普在倫敦韋伯·道格拉斯戲劇藝術學院接受專業訓練後，於1960年在沃夫·曼科維茨製作的《This Year Next Year》中，首次登上倫敦西區的沃德維爾劇院舞台，展開演藝生涯。他曾被《衛報》譽為「憂鬱沉默的大師」。他在處女作電影《奴隷戰艦》中飾演比利·巴德，憑此獲得奥斯卡最佳男配角奖提名，以及英國電影學院獎最佳新人提名。
史丹普與1960年代的搖擺倫敦文化息息相關，他曾與演員茱莉·姬絲蒂及超級名模珍·诗琳普顿交往，並成為攝影師大衛·貝利《Box of Pin-Ups》攝影集的拍攝對象之一。他與克莉絲蒂共同主演了《遠離塵囂》，並在肯·洛區執導的劇情片《慾海紅蓮》中擔任主角。

## 早年生活
泰倫斯·亨利·史丹普是五個孩子中的長子，於1938年7月22日出生於英格蘭倫敦斯特普尼。父母為埃塞爾·埃絲瑟（Ethel Esther，婚前姓 Perrott；1914–1985）和湯瑪士·史丹普（Thomas Stamp；1913–1982），父親是一名拖船司爐工。他早年住在位於東倫敦堡區的運河路。
在童年後期，史丹普全家搬到普萊斯托，當時屬於西漢姆自治市（現屬大倫敦），他在當地就讀普萊斯托郡文法學校。由於父親長期隨英國商船隊出海，史丹普主要由母親、祖母和姑母撫養。他三歲時，母親帶他觀看電影《萬世流芳》，自此崇拜演員賈利·古柏。1950年代，他也受到接受方法演技訓練的演員占士·甸影響。
成長於二戰時期的倫敦，史丹普童年經歷了閃電戰。多年後，他協助《華爾基利暗殺行動》導演布萊恩·辛格重現馮·施陶芬貝格家族躲避盟軍轟炸的場景。
離開學校後，史丹普曾在倫敦多家廣告公司工作，逐步晉升並獲得不錯的薪資。1950年代中期，他在東倫敦旺斯特德高爾夫俱樂部擔任職業高爾夫球手雷·格奈特（Reg Knight）的助理。他在自傳《Stamp Album》中對這段經歷持正面回憶。

## 演藝生涯

### 早期事業
史丹普獲得獎學金進入韋伯·道格拉斯戲劇藝術學院受訓，之後在各地巡迴劇團演出。其中最受矚目的是隨全國巡演出演威利斯·霍爾的舞台劇《長與短》，並與倫敦口音的年輕演員米高·肯恩同台。肯恩搬來與史丹普同住，兩人還常與彼得·奧圖一同出入倫敦的派對圈。他的電影處女作是彼得·烏斯蒂諾夫執導、改編自赫爾曼·梅爾維爾小說的《奴隷戦艦》（1962年），他對主角比利·巴德的詮釋為他贏得奧斯卡金像獎提名，並一舉登上國際舞台。隨後，他又在《審判之日》（1962年）中與劳伦斯·奥利维尔同台演出。

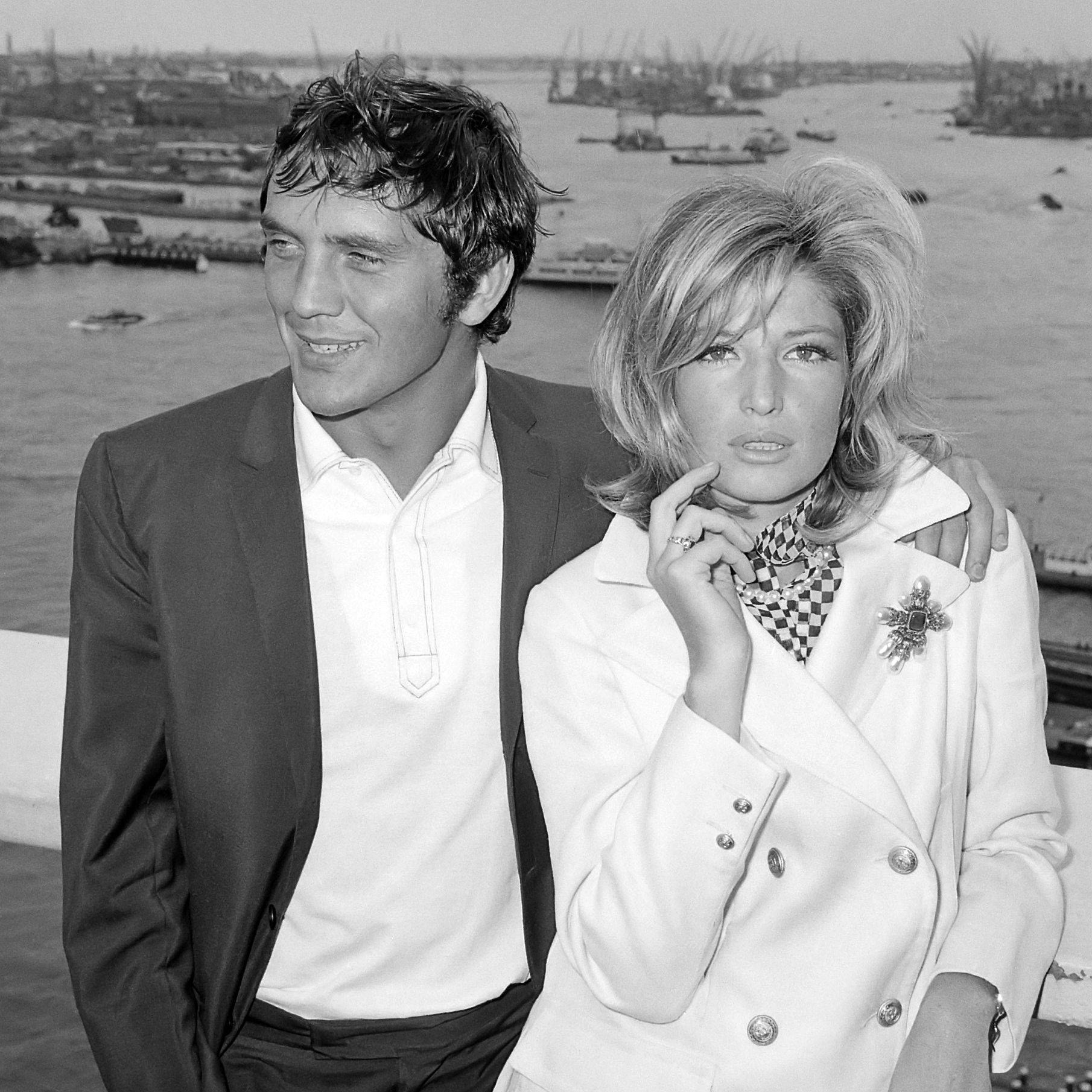
史丹普與女演員莫妮卡·維蒂於1965年拍攝《妙女郎 (1966年電影)》期間合影

史丹普與多位知名電影人合作。他主演了《收藏家》（1965年），由威廉·惠勒改編約翰·傅爾斯同名小說，與薩曼莎·艾加對戲；之後又在《妙女郎》（1966年）中，與導演約瑟夫·羅西及製片人喬·賈尼合作。史丹普隨後與賈尼再度合作兩部作品：《遠離塵囂》（1967）年，由茱莉·克莉絲蒂主演，以及肯·洛區的首部長片《慾海紅蓮》（1967年）。當肖恩·康纳利從詹姆士·龐德角色退休後，史丹普一度被接獲邀演，但製片人哈利·薩爾茲曼沒有再回電。史丹普認為原因是：「我對角色的構想把哈利嚇壞了，所以他沒有再找我。」
史丹普在之後前往義大利，主演费德里柯·费里尼執導的《Toby Dammit》，此片改編自艾德加·愛倫·坡作品，收錄於《勾魂懾魄》（1968年）中，長約50分鐘。他在義大利生活多年，期間出演皮耶·保羅·帕索里尼的《定理》（1968，與西尔瓦娜·曼加诺合演）以及《地獄一季》（1971）。他原本也考慮主演《風流奇男子》，但最終選擇出演《妙女郎》。

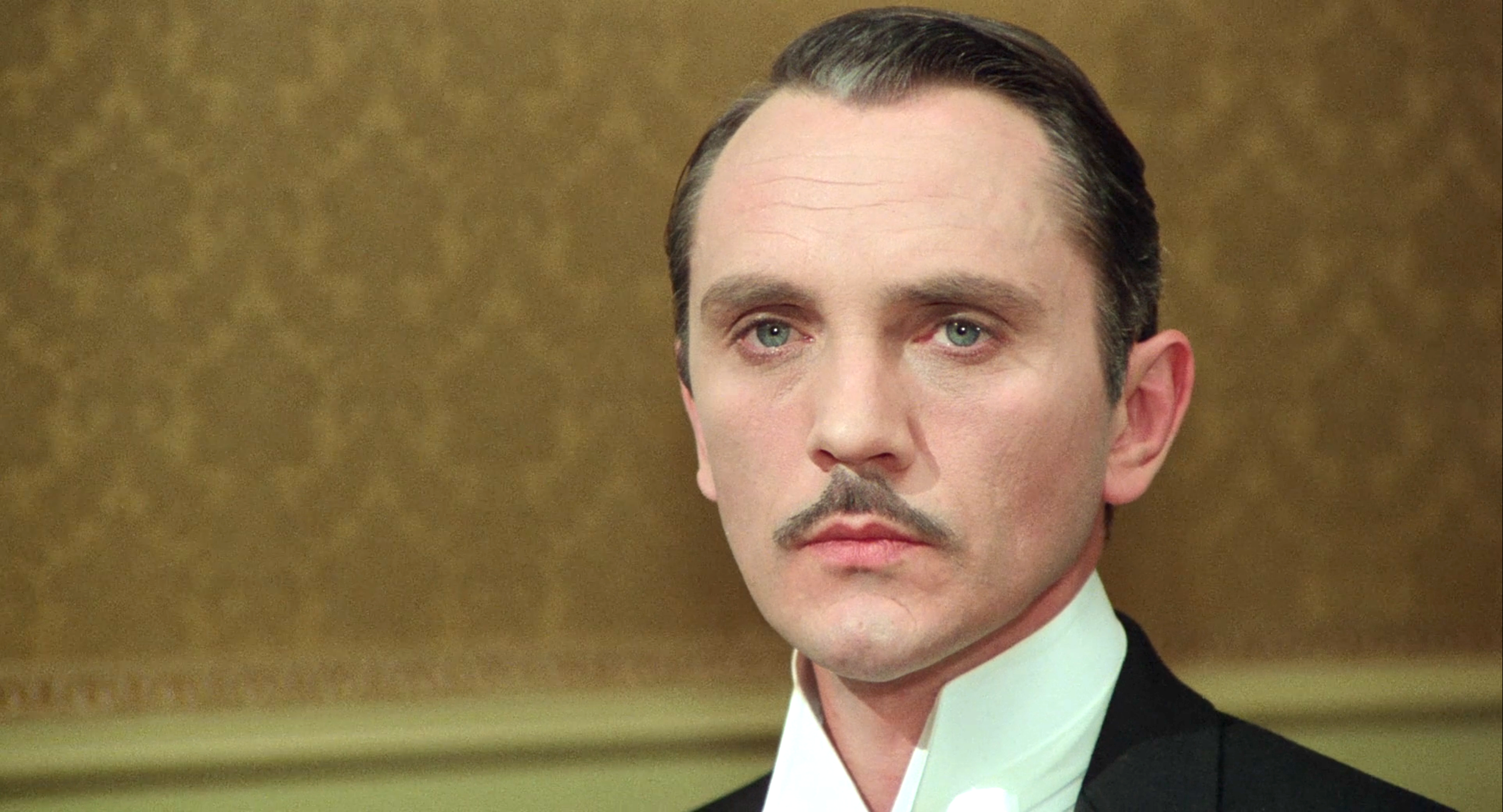
史丹普於《神精靈》（1975）中

史丹普其後的電影作品包括：《索姆斯先生的頭腦》（1970年）、《地獄一季》（1971年）、《與非凡人會面 (電影)》（1979年）、以及《打擊驚魂》（1984年）。他與約翰·赫特和提姆·羅斯共同獲得神秘影展最佳男演員獎。1984年，他也在《狼族盟約》（1984年）中客串惡魔角色。隨後，他出演了《靈長類》（1986年）、《鷹膽妙算》（1986年）、《西西里人》（1987年），並在《華爾街》（1987年）中客串飾演賴瑞·懷德曼爵士。他在《少年槍手》（1988年）中飾演牧場主約翰·坦斯托爾。他主演的《暗影王子》（1992年，又名《Beltenebros》）於第42屆柏林影展獲得銀熊獎。
進入演員生涯第四個十年，史丹普在喜劇片《沙漠妖姬》（1994年）中穿上奧斯卡得主提姆·查佩爾設計的華麗服裝，與雨果·威明、蓋·皮爾斯共同主演。1999年，史丹普在《英國水手》中擔綱主演，於坎城影展大獲好評。憑此片，他獲得2000年獨立精神獎最佳男主角提名，以及倫敦影評人協會最佳英國男演員提名。 同年，他也在賣座大片《星際大戰首部曲：威脅潛伏》（1999）中飾演菲尼斯·維洛倫議長（他後來形容這段經驗「很無聊」），隨後還出演了《大製騙家》（1999）與《红色星球》（2000）。他同時也參與了達米安·佩蒂格魯的獲獎紀錄片《費里尼：我是天生的說謊者》（2002），分享了對義大利導演費德里柯·費里尼創作心境與工作方式的見解。  

### 《超人》
史丹普在李察·唐納執導的《超人》（1978年）中飾演氪星人反派薩德將軍，並與马龙·白兰度同台出現。該片與首部續集原本構思為一部電影，劇情中佐德與其邪惡同夥會於後段回歸挑戰超人，但由於劇本過長，製片方決定拆分為兩部。兩部電影同時開拍，但續集的拍攝因預算和時間限制而中途停止。史丹普於第二部《超人II》（1980年）再度飾演佐德，並成為主要反派。唐納在續集中被取代，由理查德·萊斯特完成拍攝，使用唐納原本拍攝的部分鏡頭並結合新場景。2007年，《Total Film》雜誌將史丹普飾演的佐德列入「影史最偉大的50大反派」第32名。
在1988年超人五十週年之際，史丹普主持了英國廣播公司電台特別節目《超人受審》，由德克·馬格斯製作，史都華·米利根飾演超人。2003年，史丹普於WB電視網／CW電視網電視劇《超人前传》中回歸「超人」系列，為克拉克·肯特的生父喬·艾爾配音。他還在第六季首集〈Zod〉中提供了被驅逐出雷克斯·路瑟身體時的佐德尖叫聲。2006年，他再度以佐德的身分出現在《超人II：唐納剪輯版》，該版本重新整合了唐納拍攝的素材。

### 21世紀
在接下來的歲月中，史丹普出演了《人人爱上我老婆》（2001年）、《老闆的女兒》（2003年）、迪士尼電影《鬼屋》（2003年），以及超級英雄奇幻片《黑天使_ELEKTRA》（2005年）。他曾為《史密斯行动》拍攝客串片段，但最終在電影中被刪除。2008年，史丹普參演了諜報喜劇《糊塗偵探》翻拍版、與金·凱瑞合作的喜劇《好好先生》，以及與安潔莉娜·裘莉、詹姆士·麥艾維、摩根·費里曼合作的《刺客聯盟》，並出演改編自上校克勞斯·馮·施陶芬貝格未遂刺殺阿道夫·希特勒真實故事的《華爾基利暗殺行動》。

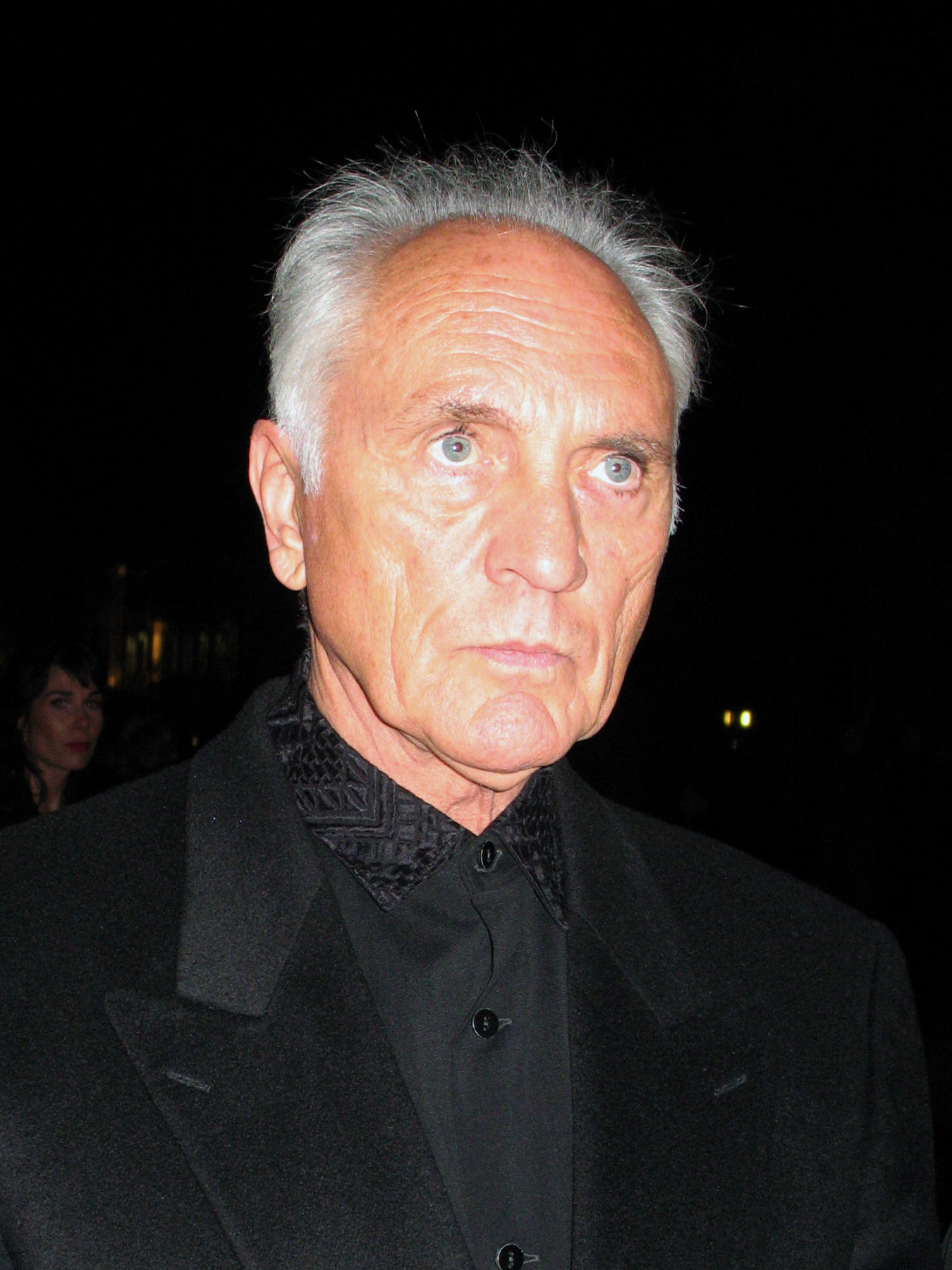
2009年的史丹普

2010年代，史丹普出演了改編自菲利普·K·迪克短篇小說〈Adjustment Team〉的《命運規劃局》（2011年），與麥特·戴蒙合作。2012年，他出現在由彼得·塞拉菲諾維茨執導的熱切樂團歌曲〈Night & Day〉音樂錄影帶中，並在保羅·安德魯·威廉斯執導的《為老婆唱首歌》（2012年）中飾演脾氣暴躁的丈夫亞瑟，與潔瑪·雅特頓合作。他還出演劫盜喜劇《偷天派克》（2013年），與寇特·羅素、馬特·狄倫及傑伊·巴魯切爾合作。
2014年，他出演了提姆·波頓執導的劇情片《大眼睛》，與艾美·亞當斯及克里斯托弗·瓦尔兹合作。2016年，他再次參演提姆·波頓電影《怪奇孤兒院》，飾演主角傑克的祖父亞伯。隨後，他出演由吉勒·帕奎-布倫納執導的《畸形屋》（2017年），與克莉絲汀娜·韓翠克絲、吉莉安·安德森及葛倫·克蘿絲合作。他還參演了喬治·曼德路克執導的《烏克蘭悲歌》，與麥克斯·艾朗斯、莎曼珊·巴克斯、巴里·佩珀及安紐林·巴納德合作。史丹普最近的演出是《迷離夜蘇活》（2021年）。

### 書籍、音樂錄影帶與配音
除了演員事業外，史丹普也是一名作家。他出版了三本著作，包括回憶錄《Stamp Album》（為紀念已故母親而作）、小說《The Night》，以及與伊莉莎白·巴克斯頓合著的食譜《The Stamp Collection Cookbook》，該書為小麥過敏與乳糖不耐症患者提供替代食譜。他的配音作品涵蓋電子遊戲與影視作品，包括在《上古卷轴IV：湮没》中為反派教派領袖曼卡·卡莫蘭配音；《Zombie Island》與《愚人之事》；以及在《最後一戰3》中取代麥可·溫考特為「真理先知」配音。2005年，史丹普為BBC第四台紀錄片《英倫爵士》擔任旁白，記錄了英國爵士樂的發展歷程。
史丹普為SilkSoundBooks朗讀了大衛·卡爾斯（David Carse）的著作《完美燦爛的寂靜》（Perfect Brilliant Stillness）。 在導讀中，史丹普以「沒有比這更偉大的愛」形容自己對這本書的喜愛。他還出演了 明眸樂隊 的音樂錄影帶〈At the Bottom of Everything〉。1987年6月1日，史丹普成為BBC第四台長壽節目《荒島唱片》的特邀「漂流者」，並於2006年3月1日第二次亮相。2002年，史丹普為紀錄片系列《足球的歷史：美麗的遊戲》擔任旁白。 史丹普曾參加1966年英格蘭國家足球隊的每一場比賽（包括1966年世界盃足球賽決賽）。2016年7月1日，他在 獨立電視台 播出的《1966－一個國家的回憶》中擔任旁白，以紀念英格蘭奪得世界盃冠軍50週年。
2007年7月7日，史丹普在 倫敦現場地球音樂會 的溫布利球場發表關於氣候變遷的演講，之後介紹瑪丹娜登場。他的回憶錄《海洋墜入水滴》（The Ocean Fell into the Drop）由 重複出版社於2017年出版。同年，他也為英國廣播公司紀錄片《只有傻瓜和馬的故事》配音。

## 個人生活
1960年代，史丹普與演員米高·肯恩同住在倫敦溫波爾街，兩人在事業逐漸走紅的過程中建立了深厚的友誼。 在自傳《這一切是什麼》（What's it All About）中，肯恩寫道：「我至今仍會在半夜驚醒，想起史丹普接受了我的建議，去演出《阿爾菲》。」
1960年代，史丹普與影星茱莉·姬絲蒂及超級名模珍·诗琳普顿的戀情受到媒體廣泛報導。他與 诗琳普顿成為搖擺倫敦時期最受矚目的情侶之一。與 诗琳普顿分手後，史丹普前往印度，在吉杜·克里希那穆提的道場度過一段時間。
史丹普的兄長克里斯·史丹普成為搖滾樂界的經紀人，被認為幫助谁人乐队在1960年代走紅，並共同創立了唱片公司Track Records。
1984年，史密斯樂團發行第三首單曲〈What Difference Does It Make?〉。唱片封面使用的是史丹普在電影《收藏家》片場拍攝的劇照。最初史丹普拒絕授權，導致部分唱片版本改用主唱莫里西重現的場景。在重現版中，莫里西手持一杯牛奶，而非原照中的氯仿布。最終史丹普改變主意，允許恢復使用原始封面。
史丹普在64歲時首次結婚，新娘是29歲的伊莉莎白·奧羅克（Elizabeth O'Rourke）。兩人在1990年代中期於新南威爾斯州邦迪的一家藥房相遇。奧羅克具有澳大利亞和印度—新加坡混血背景，在新加坡長大，20歲出頭時移居澳洲學習藥理學。2008年4月29日，兩人因史丹普的「不合理行為」而離婚。

### 逝世
史丹普於2025年8月17日逝世，享壽87歲。

## 出演作品

### 電影
| 年份   | 片名                         | 角色                                        | 備註 |
| ------ | ---------------------------- | ------------------------------------------- | --- |
| 1962年 | 《奴隷戦艦》                 | 比利·巴德                                   | 金球獎最佳新人獎 奧斯卡最佳男配角獎提名 英国电影学院奖最佳新人獎提名                                      |
| 1962年 | 《審判期》                   | 米契爾                                      | |
| 1965年 | 《收藏家》                   | 佛瑞迪·克萊格                               | 坎城影展最佳男演員獎                                                                                      |
| 1966年 | 《女賊莫狄絲》               | 威利·加文                                   | |
| 1967年 | 《慾海紅蓮》                 | 戴夫·富勒                                   | |
| 1967年 | 《遠離塵囂》                 | 法蘭西斯·「法蘭克」·特洛伊中士              | |
| 1968年 | 《藍色》                     | 藍                                          | |
| 1968年 | 《勾魂懾魄》                 | 托比·達米特                                 | |
| 1968年 | 《定理》                     | 訪客                                        | |
| 1970年 | 《索姆斯先生的頭腦》         | 約翰·索姆斯                                 | |
| 1971年 | 《地獄一季》                 | 阿蒂爾·蘭波                                 | |
| 1975年 | 《神精靈》                   | 丹尼·迪·巴尼亞斯科                          | |
| 1975年 | 《Hu-man》                   | 泰倫斯                                      | |
| 1976年 | 《脫衣舞孃》                 | 亞倫                                        | |
| 1977年 | 《停電》                     | 愛德加·坡                                   | |
| 1978年 | 《超人》                     | 薩德將軍                                    | |
| 1979年 | 《與非凡人會面》             | 盧博韋德斯基王子                            | |
| 1979年 | 《在一起？》                 | 亨利                                        | |
| 1980年 | 《超人II》                   | 薩德將軍                                    | |
| 1981年 | 《儒勒·凡爾納的怪物島之謎》  | J.R. 塔斯基納/斯金納                        | |
| 1982年 | 《梵蒂岡之死》               | 安德里亞尼神父，後成教皇喬凡尼·克萊門特一世 | |
| 1984年 | 《打擊驚魂》                 | 威利·帕克                                   | Mystfest最佳男演員（與尊·赫和蒂姆·罗斯共享）                                                              |
| 1984年 | 《狼群公司》                 | 魔鬼                                        | 未列名 |
| 1986年 | 《法律鷹》                   | 維克多·塔夫特                               | |
| 1986年 | 《連結》                     | 史蒂文·菲利普博士                           | |
| 1986年 | 《哈德》                     | 愛德華                                      | |
| 1987年 | 《西西里人》                 | 波爾薩王子                                  | |
| 1987年 | 《華爾街》                   | 勞倫斯·懷德曼爵士                           | |
| 1988年 | 《青銅時代》                 | 約翰·坦斯塔爾                               | |
| 1988年 | 《異形國度》                 | 威廉·哈考特                                 | |
| 1990年 | 《真正的危險》               | 保羅·赫瓦特                                 | |
| 1991年 | 《陰影王子》                 | 達爾曼                                      | 柏林影展最佳男演員銀熊獎（第42屆柏林國際影展）                                                            |
| 1993年 | 《霹靂神偷》                 | 傑克·施密特                                 | |
| 1994年 | 《沙漠妖姬》                 | 伯納黛特·巴森傑                             | 西雅圖國際影展最佳男演員獎 澳洲電影學院最佳男主角獎提名 英國電影學院獎最佳男主角提名 金球獎最佳男主角提名 |
| 1996年 | 《Limited Edition》          | 愛德華·蘭姆                                 | (Tiré à Part)                                                                                             |
| 1997年 | 《愛情交易》                 | 弗雷德·摩爾                                 | |
| 1997年 | 《幸福》                     | 巴爾塔薩                                    | |
| 1999年 | 《英國水手》                 | 威爾森                                      | 衛星獎最佳男主角 獨立精神獎最佳男主角提名 拉斯维加斯影评人协会最佳男演員提名                              |
| 1999年 | 《星際大戰首部曲：威脅潛伏》 | 菲尼斯·維洛倫議長                           | |
| 1999年 | 《大製騙家》                 | 特里·斯特里克特                             | |
| 1999年 | 《親吻天空》                 | 科森                                        | |
| 2000年 | 《红色星球》                 | 巴德·錢蒂拉斯博士                           | |
| 2001年 | 《著魔》                     | 馬格努斯·馬特爾                             | |
| 2001年 | 《人人爱上我老婆》           | 約翰                                        | |
| 2002年 | 《全面正面》                 | 飛機上的人／本人                            | |
| 2002年 | 《費里尼：我天生愛說謊》     | 本人                                        | 紀錄片 |
| 2003年 | 《老闆的女兒》               | 傑克·泰勒                                   | |
| 2003年 | 《親吻》                     | 菲利普·諾代                                 | |
| 2003年 | 《鬼屋》                     | 羅姆斯利                                    | |
| 2004年 | 《死魚》                     | 塞繆爾·費什                                 | |
| 2005年 | 《黑天使_ELEKTRA》           | 斯蒂克                                      | |
| 2005年 | 《這些愚蠢的事》             | 貝克                                        | |
| 2006年 | 《九月黎明》                 | 楊百翰                                      | |
| 2006年 | 《超人II：理查·唐納剪輯版》  | 佐德將軍                                    | |
| 2008年 | 《刺客聯盟》                 | 佩克瓦爾斯基                                | |
| 2008年 | 《花與草》                   | 故事講述者                                  | |
| 2008年 | 《特務行不行》               | 席格弗里德                                  | |
| 2008年 | 《好好先生》                 | 泰倫斯·班德利                               | |
| 2008年 | 《勇者行動》                 | Ludwig Beck                                 | |
| 2010年 | 《極限戰士_(戰鎚40000)》     | 賽維魯斯隊長                                | 配音 |
| 2011年 | 《命運規劃局》               | 湯普森                                      | |
| 2012年 | 《為老婆唱首歌》             | 亞瑟                                        | 北京國際電影節最佳男演員 英國獨立電影獎最佳男主角提名                                                     |
| 2013年 | 《偷盜藝術》                 | 塞繆爾·溫特                                 | |
| 2014年 | 《大眼睛》                   | 約翰·卡納代                                 | |
| 2016年 | 《怪奇孤兒院》               | 亞伯拉罕·波曼                               | |
| 2017年 | 《畸形屋》                   | 首席督察塔弗納                              | |
| 2017年 | 《烏克蘭悲歌》               | 伊凡                                        | |
| 2018年 | 《維京命運》                 | 奧丁                                        | |
| 2019年 | 《奪命鴛殃》                 | 馬爾科姆·昆斯                               | |
| 2021年 | 《迷離夜蘇活》               | 林賽                                        | |

### 電視
| 年份        | 片名           | 角色             | 備註                                |
| ----------- | -------------- | ---------------- | ----------------------------------- |
| 1978年      | 《巴格達大盜》 | 瓦齊爾·賈杜爾    | 電視電影                            |
| 1983年      | 《棋局》       | 大衛·奧德利      |                                     |
| 1986年      | 《冷戰殺手》   | 大衛·奧德利      | 電視電影                            |
| 1997–98年   | 《飢餓》       | 主持人           |                                     |
| 2003–2011年 | 《小鎮英雄》   | Jor-El           | 23 集                               |
| 2003年      | 《靜電衝擊》   | 丹尼斯／邪惡教授 | 配音，集數：「Blast from the Past」 |
| 2020年      | 《黑暗元素》   | 賈科莫·帕拉迪西  | 集數：「天使之塔」                  |

### 遊戲
| 年份   | 遊戲名稱                    | 角色         | 備註             | 參考   |
| ------ | --------------------------- | ------------ | ---------------- | ------ |
| 2004年 | 《逃亡：黑色星期一》        | 旁白         | 遊戲幕後花絮旁白 | [ 51 ] |
| 2006年 | 《上古卷轴IV：湮没》        | 曼卡·卡莫蘭  |                  |        |
| 2007年 | 《光環3》                   | 真理先知     | 接替麥可·溫考特  | [ 50 ] |
| 2009年 | 《神偷：武器命運》          | 佩克瓦爾斯基 |                  | [ 50 ] |
| 2025年 | 《上古卷轴IV：湮没 重制版》 | 曼卡·卡莫蘭  | 使用檔案音訊     |        |

### 戲劇
| 年份      | 劇名           | 角色                           | 場地                   |
| --------- | -------------- | ------------------------------ | ---------------------- |
| 1959年    | 《高矮與短長》 | 私人士兵塞繆爾·「山米」·惠特克 | 英國巡演               |
| 1960年    | 《今年，明年》 | 查理                           | 西區劇院杂耍剧院       |
| 1964–65年 | 《艾爾菲！》   | 艾爾菲                         | 百老匯莫罗斯科剧院     |
| 1978年    | 《德古拉》     | 德古拉伯爵                     | 西區劇院沙夫茨伯里剧院 |
| 1979年    | 《海上的女子》 | 一位陌生人                     | 西區劇院圓屋劇場       |

## 書目
回憶錄與隨筆
- . Bloomsbury. 1987.
- . Bloomsbury. 1988.
- . Bloomsbury. 1989.
- . Escargot Books. 2012.
- . Repeater Books. 2017.

小說
- . Orion. 1993.

食譜
- with Elizabeth Buxton. . Ebury Press. 1997.
- with Elizabeth Buxton. . Ebury Press. 2002.

## 獎項與提名
| 年份    | 獎項                 | 類別                               | 作品                     | 結果   |
| ------- | -------------------- | ---------------------------------- | ------------------------ | ------ |
| 1962年  | 第35屆奧斯卡金像獎   | 最佳男配角                         | 《奴隷戦艦》             | 提名   |
| 1994年  | AACTA獎              | 最佳男主角                         | 《普莉西拉女王的冒險》   | 提名   |
| [2013年 | AARP電影獎           | Best Grownup Love Story            | 《為老婆唱首歌》         | 提名   |
| 2013年  | 北京國際電影節       | 最佳男演員                         | 《為老婆唱首歌》         | 獲獎   |
| 1962年  | 英國電影學院獎       | 最佳新人獎                         | 《奴隷戦艦》             | 提名   |
| 1994年  | 英國電影學院獎       | 最佳男主角                         | 《沙漠妖姬》             | 提名   |
| 2012年  | 英国独立电影奖       | 最佳男主角                         | 《為老婆唱首歌》         | 提名   |
| 1965年  | 坎城影展             | 最佳男演員                         | 《收藏者》               | 獲獎   |
| 1994年  | 克洛特魯迪斯獎       | 最佳男配角                         | 《沙漠妖姬》             | 提名   |
| 1962年  | 金球獎               | 年度最具潛力新星－男演員           | 《奴隷戦艦》             | 獲獎   |
| 1994年  | 金球獎               | 金球獎最佳男主角－音樂或喜劇類電影 | 《沙漠妖姬》             | 提名   |
| 1999年  | 獨立精神獎           | 最佳男主角                         | 《英國水手》             | 提名   |
| 1999年  | 拉斯維加斯影評人協會 | 最佳男演員                         | 《英國水手》             | 提名   |
| 1962年  | 月桂獎               | 年度最佳新男演員                   | 不適用                   | 提名   |
| 2017年  | 電影指南獎           | 電影最激勵人心表現                 | 《烏克蘭悲歌》           | 提名   |
| 1984年  | Mystfest             | 最佳男演員                         | 《打擊驚魂》             | 獲獎   |
| 2006年  | NAVGTR Awards        | 劇情類最佳男配角                   | 《上古卷轴IV：遺忘之城》 | 提名   |
| 2011年  | 舊金山國際影展       | Peter J. Owens 獎                  | 不適用                   | 獲獎   |
| 1999年  | 衛星獎               | 最佳男主角                         | 《英國水手》             | 獲獎   |
| 2012年  | 衛星獎               | 瑪麗·皮克福獎                      | 不適用                   | 獲獎   |
| 1994年  | 西雅圖國際影展       | 最佳男演員                         | 《沙漠妖姬》             | 獲獎   |
| 2012年  | 西雅圖國際影展       | 最佳男演員                         | 《為老婆唱首歌》         | 第二名 |

## 註解
1. ↑  與凡妮莎·蕾格烈芙共享。
2. ↑  與尊·赫和蒂姆·罗斯共享。

## 外部連結
- 泰倫斯·史丹普在互联网电影资料库（IMDb）上的資料（英文）
- 泰倫斯·史丹普 在英國電影協會的Screenonline
- TCM电影资料库上泰倫斯·史丹普的资料（英文）
- 英國國家肖像館中的泰倫斯·史丹普肖像